# Твейбак

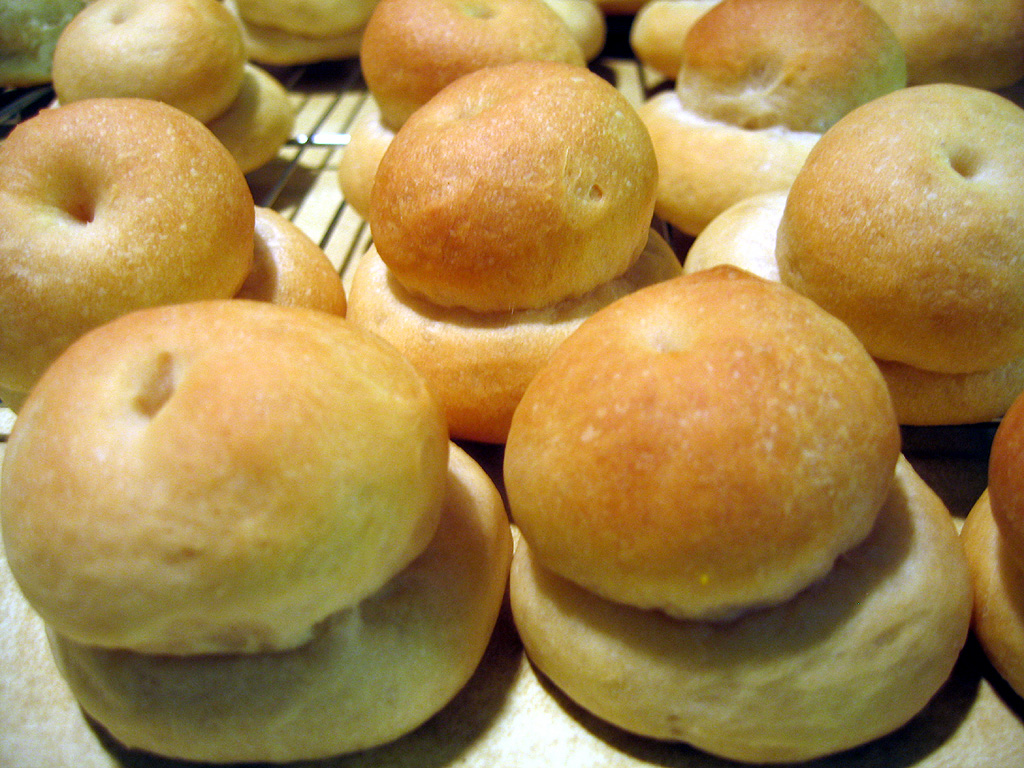
Меннонитские твейбаки

Твейбак (цвибак, твибак, от нем. Zwieback, «дважды печёный») — двухъярусная круглая дрожжевая булочка золотисто-коричневого цвета.
Эта небольшая двойная булочка является самой известной выпечкой русских меннонитов. Традиционно этот тип булочек выпекали в субботу и ели в воскресенье утром и во второй половине дня на «Faspa» — обед поздним вечером, который подавался в домах меннонитов. Обед состоял из свежих, домашних булочек, масла, джема, кофе и сыра. Фаспа (нем. Vesper) также мог включать фруктовые консервы, колбасу или другое нарезанное мясо и десерт.

## Этимология
Название образовано в немецко-платском диалекте. В немецком языке твейбак часто называют «меннонитскими сухарями». Вероятно, это связано с тем, что их скорее всего начали приготовлять в портовых городах Нидерландов или прусского Данцига, где сухари использовались для снабжения кораблей. Иммигранты-меннониты из Нидерландов, которые поселились вокруг Данцига в Западной Пруссии, продолжили эту практику, но готовили и брали с собой двойные булочки. Затем они привезли их в Россию, когда мигрировали в новые колонии на юге России и современной Украины. Поэтому их также часто называют «Русский меннонитский сухарь» («Russian Mennonite zwieback»). Немецкий сухарь или хлебец (Zwieback), однако, сильно отличается по вкусу и внешнему виду от твейбаков.
По другой версии, из недоеденных булочек меннониты обычно готовили сухарики. В России твейбаки до сих пор готовят потомки меннонитов и других немецких переселенцев.

## Рецепт
Традиционно твейбаки делались с использованием смальца, поэтому они довольно сытные и их ели без масла. В наши дни тесто обычно замешивают со сливочным маслом или маргарином. Важная задача для пекаря — так поместить два шарика теста друг на друга, чтобы верхний шарик держался во время выпекания. Для этого обе части булочки протыкают насквозь пальцем, смоченным в масле. Готовые дрожжевые булочки подают с вареньем, джемом, сгущёнкой.